# 澄海3C
《澄海3C》是一个关于《魔兽争霸3：冰封王座》的角色扮演对战地图，是中国早期在魔兽上流行的多人对战地图之一，由于其无需玩家照顾生产而能专心于对战中，在中国国内曾风靡一时。随着越来越多的玩家流失，大多转战DotA，这一地图现已没落。

## 历史概括
在初期是由一位叫“架势”的人所编写的。游戏名字包含“澄海”是因为他是澄海人,同时“架势”这个词是潮汕话。是英語單詞的縮寫，意思是三条走廊，三个通道。在发展到版本“测试10修正2”时，其用于开发的电脑发生故障且其本人没进行维修，因此所有源码资料均丢失，开发中断。
由于缺少对游戏代码的了解，后期曾有人基于其以前所制作的地图进行角色，技能或道具的修改，但一些控制或触发程序并没有太大的变化。
后期由一位游久网的用户（影子方/影子房）在基于原有地图的特点和原作者“架势”提供的资料下，重新仿制出该地图，但与原地图仍有差异，如地形的细节，和技能系统的差异等。
之後该地图由，“善良死神”（善良的死神）等人维护和开发，但游戏系统的体系基本确定，主要为游戏道具和人物设定的参数调整以保证游戏的平衡性和趣味性的。

## 游戏系统
本地图为长方形地图，主战场为两端各有大片空地和分为上，中，下三条连通两段空地的大路，以地图中线为界，分为“光明力量”的阵地和“黑暗力量”的阵地,一般情况先，面向地图，左手为光明，右手为黑暗。每边空地都有一个大型的主基地（光明为“永恒之树”，黑暗为“黑色城堡”），用于购买道具，雇佣兵或科技的商店和恢复英雄生命值与魔法值的喷泉，靠近空地的道路后端至空地内都有属于阵地方的自动防御，在道路中央有少量道具商店。
阵地各有一名电脑玩家负责阵地的防御控制（只负责受敌攻击的还击和维修），普通兵的生产与派遣进攻和基本科技的提升（为防御建筑的等级提升，但速度较慢），玩家唯一做的就是挑选英雄，并操作英雄消灭敌方士兵、防御建筑与玩家英雄。击杀敌方单位可获得奖金用于购买道具，属性点，雇佣兵，和增购英雄。
己方英雄被击杀的话，若有携带道具“复活十字架”，可立即原地复活，但生命值较低，一般能被操作较好的玩家及时逃生。若未携带“复活十字架”或消耗殆尽，则会被传送回己方基地中等待复活，也可以消耗奖金立即复活（只有50%生命值与魔法值）。
本游戏的目标，就是最先摧毁敌方的主基地为胜，胜出后，视角会切换到被拆除的主基地位置，并有30～90秒（依据版本以定，一般为30秒）暂停用于玩家交流，之后游戏结束。
除外，在战场周围，有各种特殊入口通向地图其他位置，多数有极难消灭的敌对单位的封闭空间，击败它们能获得主战场稀有的道具，并有出口能回到主战场上，也有版本为随机奖赏功能，可能会得到昂贵的道具或无视“复活十字架”的立即死亡等。
在游戏开始前，由发起游戏玩家确认游戏规则的设置，之后挑选英雄，在初始时，只能挑选所代表的势力的英雄（即光明力量只能选光明力量可选的英雄，黑暗力量只能选黑暗力量的），确定游戏规则的玩家选择了势力交换的则反之。在之后的战斗中，玩家可以购买不同的英雄道具而能挑选敌方势力所能选的英雄。
英雄可以通过杀敌获得经验，经验值达到一定级别就可自动升级并获得技能点，封顶60级和获得33点技能点，3个基本技能或效果各可获10点，一个普通绝招可获2点，一个绝招可获1点，{\displaystyle 10\times 3+2+1=33}，可以消耗技能点换取或升级技能但会扣除一定的基本属性值。

### 可用英雄
虽然会受版本不同的影响，但大部分情况，可使用的英雄如下：

#### 光明力量
- 爱泽尔（GA）（炼金术士）
- 希尔瓦娜斯·风行者（游戏中译为追风的西尔瓦纳斯）（LS）（光明游侠）
- 玛维·影之歌(Maiev Shadowsong)（WD）（守望者）
- 伊利丹·怒风(Illidan Stormrage)（DH）（恶魔猎手）
- 泰兰德·风语者(Tyrande Whisperwind)（POM）（月之女祭司）
- 塞纳留斯(Cenarius)（KOG）（丛林守护者）
- 凯尔萨斯·逐日者（游戏中译为卡尔·萨斯）（BMG）(Kael'thas Sunstrider)
- 穆拉撒（MK）（山丘之王）
- 安东尼达斯(Antonidas)（AM）（大法师）
- 卓尔·忏悔者（PAL）（圣骑士）
- 瓦斯琪(Vashj)（游戏中译为法斯琪）（SW）（纳迦海妖）
- 盖茨（TK）（修补匠）

#### 黑暗力量
- 拉格纳罗斯（FL）（火焰巨魔）
- 受诅咒的希尔瓦娜斯·风行者（游戏中译为诅咒之西尔瓦纳斯）（ES）（黑暗游侠）
- 提克迪奥斯(Tichondrius)（恐惧魔王）
- 阿诺拉克（CL）（地穴洞主）
- 克尔苏加德(Kel'thuzad)（巫妖）
- 阿尔萨斯·米奈希尔（游戏中译为阿尔塞斯）(Arthas Menethil)（死亡骑士）
- 洛克汗（SH）（暗影射手）
- 萨尔（Thrall）（FS）（先知）
- 凯恩·血蹄(Kane Bloodhoof)（游戏中译为卡林·血蹄）（TC）（牛头人酋长）
- 萨穆罗（BM）（剑圣）
- 麦哥瑟里登（PL）（深渊魔王）
- 雷克萨（BL）（兽王领袖）

### 限制
- 由于所使用的英雄，必须基于《魔兽争霸3：冰封王座》
- 安装游戏后把下载地图放进适当的目录方可使用。